# Man on a Tightrope
Man on a Tightrope (bra: Os Saltimbancos) é um filme estadunidense de 1953, dirigido por Elia Kazan para a Twentieth Century-Fox. Participou do Terceiro Festival Internacional de Cinema de Berlim. O roteiro de Robert E. Sherwood foi baseado no romance homônimo de 1952 de Neil Paterson cuja história foi publicada pela primeira vez em International Incident, sobre a fuga dos artistas do Circo Brumbach da Alemanha Oriental em 1950. Membros desse circo apareceram no filme, cujas locações foram na Baviera, Alemanha.

## Elenco
- Fredric March...Karel Cernik
- Terry Moore...Tereza Cernik
- Gloria Grahame...Zama Cernik
- Cameron Mitchell...Joe Vosdek
- Adolphe Menjou...Fesker
- Robert Beatty...Barovic
- Alexander D'Arcy...Rudolph
- Richard Boone...Krofta
- Pat Henning...Konradin
- Paul Hartman...Jaromir
- John Dehner...chefe da polícia secreta

## Sinopse
Em 1952 na então Tchecoslováquia, o gerente e palhaço do Circo Cernik, Karel, é investigado pela policia secreta comunista devido a manter em sua trupe diversos artistas estrangeiros. Além disso, sofre com problemas familiares: a esposa Zama está insatisfeita e a filha Tereza se enamorou de Vosdek, um dos trabalhadores do circo que nunca contou nada sobre seu passado. Quando Karel desconfia haver um informante da polícia dentre os membros do circo, ele começa os preparativos para por em prática um plano que vinha elaborando há três anos: o de cruzar a fronteira armada ("Cortina de Ferro") e fugir com todo os artistas para o Ocidente.